# Corbignano

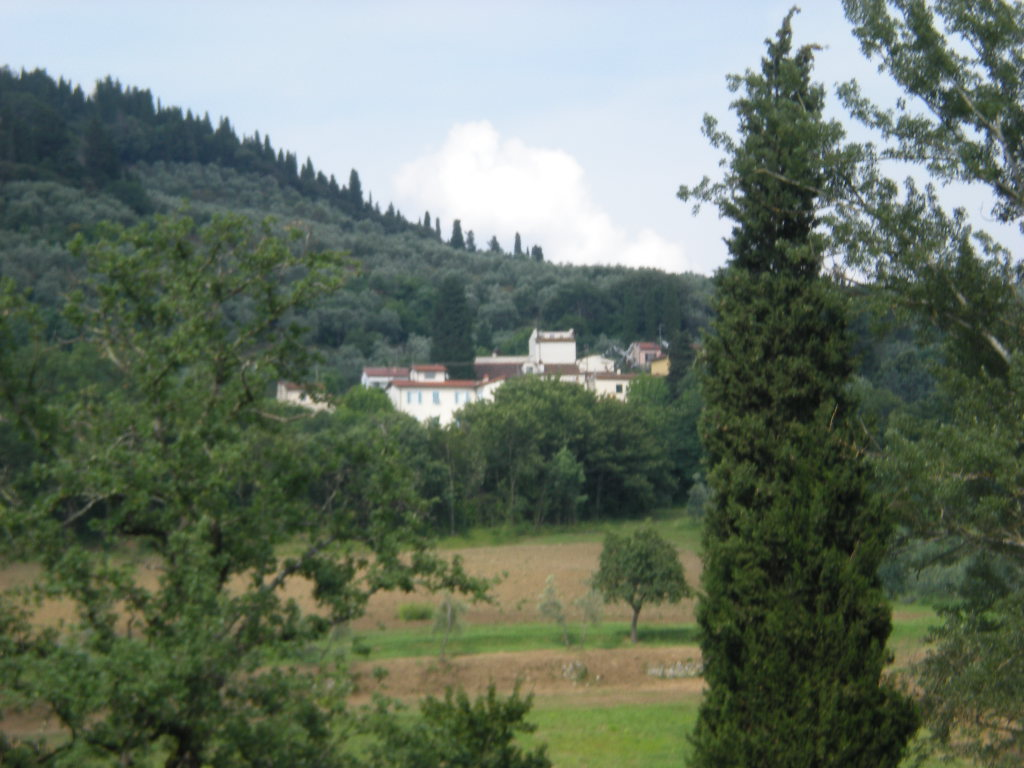
Il borgo di Corbignano

Il borgo di Corbignano si trova vicino a Settignano, nel comune di Firenze. Appartiene amministrativamente al Quartiere 2 - Campo di Marte.

## Storia e descrizione
Lo si raggiunge da via Gabriele D'Annunzio, svoltando a sinistra dopo il Ponte a Mensola e subito a destra. Dopo cinquecento metri si raggiunge la piazzetta con l'Oratorio della Madonna del Carro dove inizia il piccolo borgo medievale.
Originariamente era abitato da scalpellini che lavoravano nelle vicine cave di pietra con cui sono costruiti quasi tutti gli edifici antichi di Firenze. Una lapide sulla casa al n.21 ricorda come Giovanni Boccaccio fosse vissuto nella casa paterna del Buonriposo, appena fuori dal borgo, visibile lungo la strada prima di arrivare alla piazzetta. E da qui partirono i Betti, scultori che divennero famosi in Francia col nome di Les Justes, dal nome del padre Giusto. La cantina dei Betti - il loro laboratorio - è adesso una abitazione.
Caratteristiche sono le corti presenti a Corbignano tutte lastricate in pietra, e il tabernacolo della Madonna del Buonconsiglio luogo di sosta durante la processione annuale che si teneva il 31 maggio e che andava dalla chiesa di San Martino a Mensola all'oratorio della Vannella.
All'inizio della via di Corbignano, vicino a Ponte a Mensola si trovano due lapidi con l'iscrizione dei nomi delle persone più famose che vissero in questi luoghi:
- Desiderio da Settignano
- Bernardo e Antonio Rossellino
- Luca Fancelli
- Meo del Caprina
- Simone Mosca
- Michelangelo
- Niccolò Tommaseo
- Gabriele D'Annunzio
- Eleonora Duse
- Giovanni Boccaccio
- Leigh Hunt
- Charles Armitage Brown
- Janet Ross
- John Addington Symonds
- Edward Hutton
- Mark Twain
- Frederich H. Trench
- Bernard Berenson